# Telepordenone
Telepordenone è stata un'emittente televisiva locale del Friuli-Venezia Giulia con sede a Pordenone, nata nel novembre 1980, per iniziativa di Franco D’Angelo. L'emittente è stata poi ceduta all'editore, Cav. Mario Ruoso. Le trasmissioni sono terminate il 16 settembre 2024.

## Il network televisivo
Del gruppo editoriale di TPN facevano parte l'emittente televisiva Videoregione1, Canâl Furlan, Energy Tv, Shopping, Italianissima e la radio TPN Hit Energy. Videoregione1 era nata come Videopordenone (VPN), poi rinominata Videoregione (VR) negli anni 2000 e dal 1988 al 2008 faceva parte della syndication Supersix, mentre TPN dal 1985 al 2003 faceva parte di Junior TV, dal 1996 rinominata a JTV.
Dal 2009 sono iniziate le trasmissioni sul digitale terrestre con 4 canali all'attivo: oltre a TPN e Videoregione (successivamente Videoregione1 dal 2016), Italianissima e Energy TV. Con le successive riforme del digitale Terrestre è stata mantenuta solo la rete principale.
Il segnale era diffuso in gran parte della regione e nel vicino Veneto Orientale. Oltre alla redazione giornalistica pordenonese, sita in viale Venezia, TPN disponeva anche di una redazione a Portogruaro per il Veneto Orientale e una a Udine sul Viale Tricesimo, dalle quali venivano trasmesse le edizioni giornalistiche del Veneto Orientale e del Friuli.
Il canale è stato oscurato da Rai Way il 16 settembre 2024; da settimane la rete trasmetteva solo pubblicità in quanto tutto il personale aveva lasciato gli studi di viale Venezia.

## Programmi
Il programma principale dell'emittente era Il telegiornale del Nordest, con servizi e ospiti in studio che commentavano le notizie. Della durata di un'ora, andava in onda alle 19.00 e contava tre repliche fino alla mattina del giorno dopo. Per il resto della giornata venivano trasmesse rubriche, strisce informative e televendite.
- L'Altra Domenica - Il Tuo Sport in Poltrona
- L'Agorà
- Sotto la lente
- Sport Nordest
- Donne a Nordest
- Incontri sotto l'albero
- Gente di mare
- Il commento del direttore
- Faccia a faccia
- Il telegiornale del Nordest
- L'Arc di San Marc
- Civico 37